# New Hampshire durant la guerre de Sécession
Le New Hampshire durant la guerre de Sécession fait partie des États qui restent fidèles à l'Union, en raison de son histoire d'État progressif vis-à-vis de l'esclavage. Étant considéré comme l'un des États les plus progressifs avant la guerre, il apporte son soutien à Abraham Lincoln lors des élections présidentielles de 1860, où il remporte près de 57% des voix exprimées dans l'État. Après le déclenchement du conflit avec le bombardement du fort Sumter en Caroline du Sud, le New Hampshire répond à l'appel d'Abraham Lincoln pour 75 000 troupes afin de réprimer la rébellion, malgré l'impréparation de la milice de l'État d'avant-guerre.
Au cours de la guerre, le New Hampshire mobilise environ 35 000 hommes pour servir dans l'armée de l'Union dont 1 185 Afro-américains. Au total, environ 5 000 hommes meurent au combat et 5 000 autres meurent des suites de leurs blessures ou de maladie. Parmi les unités levées par l'État, le 5th New Hampshire Infantry (en), le « Fighting Fifth », acquiert des lettres de noblesse et paie un prix important au cours des combats. 

## Contexte
Le New Hampshire fait partie des États libres des États-Unis. 
En 1779, vingt esclaves nés en Afrique signent une pétition demandant aux représentants de l'État l'abolition de l'esclave. En 1787, le New Hampshire adopte une Constitution abolitionniste analogue à celle du Massachusetts malgré la présence de 158 esclaves au recensement de 1790.
Ainsi au recensement de la population de 1820 aux États-Unis, il est l'un des États n'ayant plus un seul esclave sur son sol, avec la Pennsylvanie, le Massachusetts, le Connecticut, le Rhode Island, le New Jersey et l'État de New York(p14). Lors du recensement de la population, la population du New Hampshire compte 317 654 habitants dont seulement 520 noirs libres soit 0,16% de la population(p52).  Lors du recensement de la population de 1860, la population de couleur s'élève à 494 contre 323 579 blancs(p386-89).
Avant la guerre de Sécession, le New Hampshire est considéré comme l'un des États les plus instruits et les plus progressifs des États-Unis(p2).

## Élections présidentielles de 1860
Lors de la campagne pour l'élection présidentielle, Abraham Lincoln fait quatre discours au New Hampshire et s'entretient avec des fondateurs du parti républicain(p14).
Les résultats de l'élection présidentielle sont plus favorables pour Lincoln au New Hampshire qu'au niveau national obtenant respectivement 56,9% et 39,9%(p14-15).
| Candidat     | Parti                   | Voix   | %     |
| ------------ | ----------------------- | ------ | ----- |
| Breckinridge | Démocrate               | 2 112  | 3,2%  |
| Bell         | Union constitutionnelle | 411    | 0,6%  |
| Lincoln      | Républicain             | 37 519 | 56,9% |
| Douglas      | Démocrate               | 25 881 | 39,3% |
| Total        |                         | 65 923 | 100%  |

Lors de la prestation de serment d'Abraham Lincoln, John P. Hale abolitionniste, Daniel Clark (en), sénateur des États-Unis et Gilman Marston (en) et Thomas Edwards (en), tous deux membres de la Chambre des représentants des États-Unis, sont présents(p9).

## Esclavage
Le New Hampshire est depuis longtemps hostile à l'esclavage. Ainsi, en 1796, Joseph Whipple, collecteur des douanes à Portsmouth, répond à une lettre du président George Washington qui demandait le renvoi d'une esclave en fuite à son propriétaire, en précisant que ce retour de l'esclave est impossible en raison des sentiments trop forts à ce sujet de la population(p2). En 1831, le journal antiesclavagiste Liberator est créé par William Lloyd Garrison à Boston au Massachusetts qui sera suivi par d'autres journaux au New Hampshire comme le Herald of Freedom de Nathaniel Peabody Rogers en 1838(p2). Néanmoins, le mouvement abolitionniste se heurte au début à une certaine hostilité de la population(p2).
Toutefois, le chemin de fer clandestin qui aide les esclaves en fuite a des maisons à Canaan, Canterbury, Concord et Milford. L'une d'entre elles est celle de Moses Sawyer où Frederick Douglass écrit son autobiographie(p3).
Lors de la crise du Texas en 1844, John P. Hale,  démocrate, s'oppose au président John Tyler car il pense que l'annexion du Texas va encourager la propagation de l'esclavage. Franklin Pierce qui est le leader des démocrates du New Hampshire s'oppose immédiatement à Hale et manœuvre pour l'évincer du ticket lors des prochaines élections(p4).
Avant guerre, le New Hampshire vote des lois relatives aux libertés individuelles qui bravent alors le gouvernement fédéral. Ces lois donnent aux esclaves en fuite la protection des cours de l'État et interdit aux officiers de l'État de participer à leur capture. Les Afro-américains reçoivent la pleine citoyenneté et les hommes noir ont le droit de vote(p12).

## Historique
Début avril 1861, les forces confédérées bombardent le fort Sumter, commandé par le commandant Robert Anderson. Parmi les officiers qui défendent le fort aux côtés de ce dernier, se trouve le capitaine John Gray Foster, originaire du New Hampshire et major général des volontaires au cours du conflit(p11).
En mai 1861, le président Lincoln demande aux gouverneurs des États de mobiliser des volontaires au sein de leurs milices. Néanmoins, le système de la milice du New Hampshire est totalement pris au dépourvu. En effet, la législature de l'État a tenté en 1847, 1858 et 1851 de réglementer la milice qui faisait face à des critiques des mouvements de tempérance et des miliciens eux-mêmes. Pendant ces années, l'entraînement et les engagements déclinent(p11).
Toutefois, en réponse à l'appel du président Lincoln, le New Hampshire parvient à offrir rapidement un régiment constitué, puis deux ou quatre autres ensuite.

## Personnes notables

### Politiques
Daniel Clark (en) Daniel Clark : sénateur des États-Unis, républicain
Thomas Edwards (en) :  membre de la Chambre des représentants
John P. Hale est un acteur abolitionniste de premier plan du New Hampshire. Il est élu au Sénat des États-Unis en 1847 après s'être opposé à l'annexion du Texas.
Gilman Marston (en) : membre de la Chambre des représentants, brigadier général 

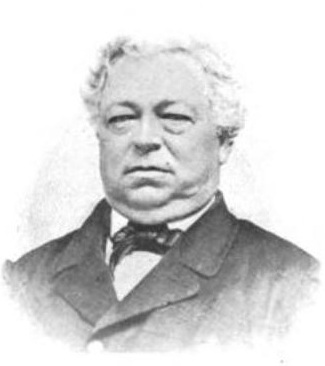
Gouverneur Joseph Albree Gilmore (en)
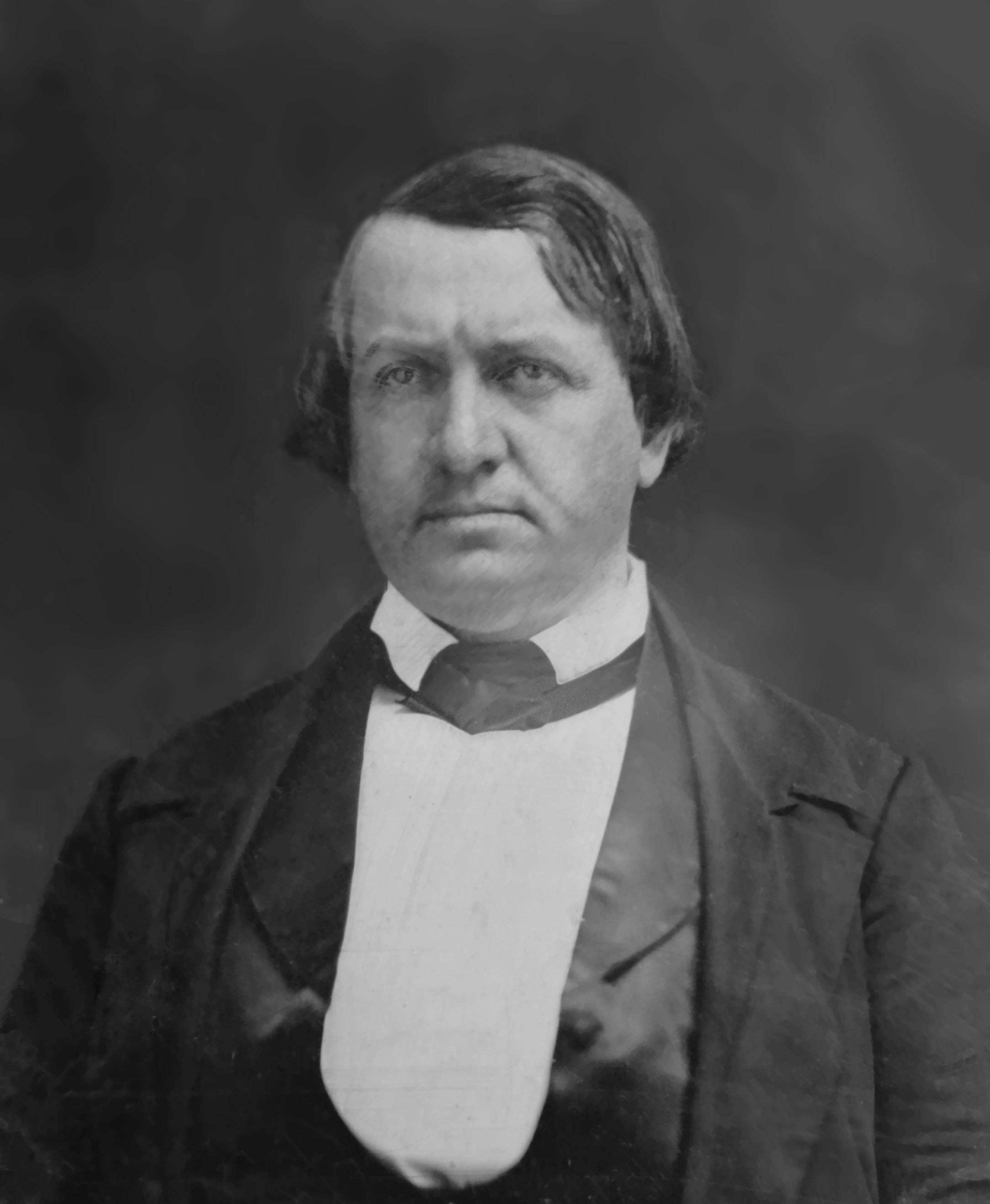
Sénateur John Parker Hale
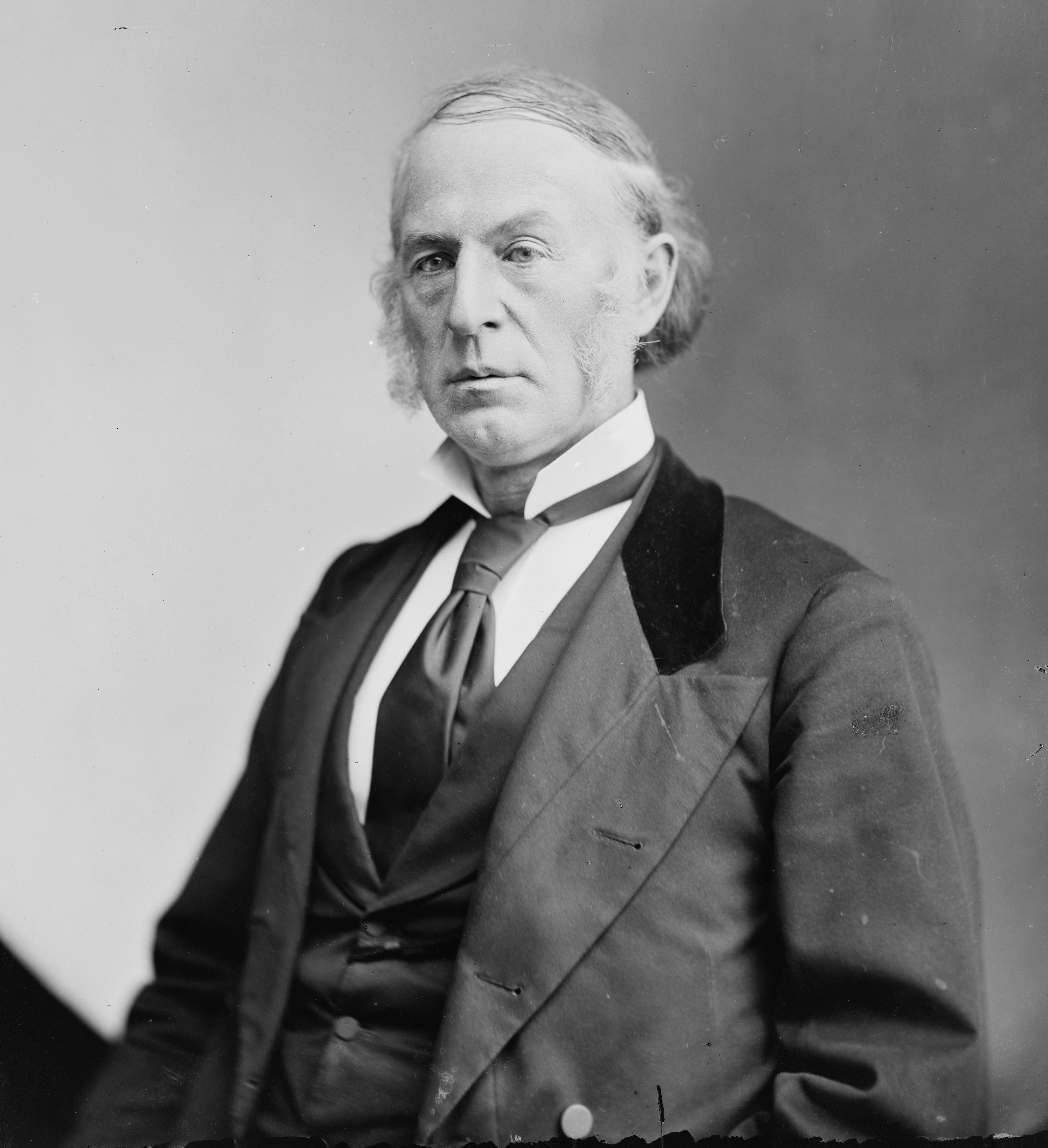
Représentant des États-Unis James Willis Patterson (en)
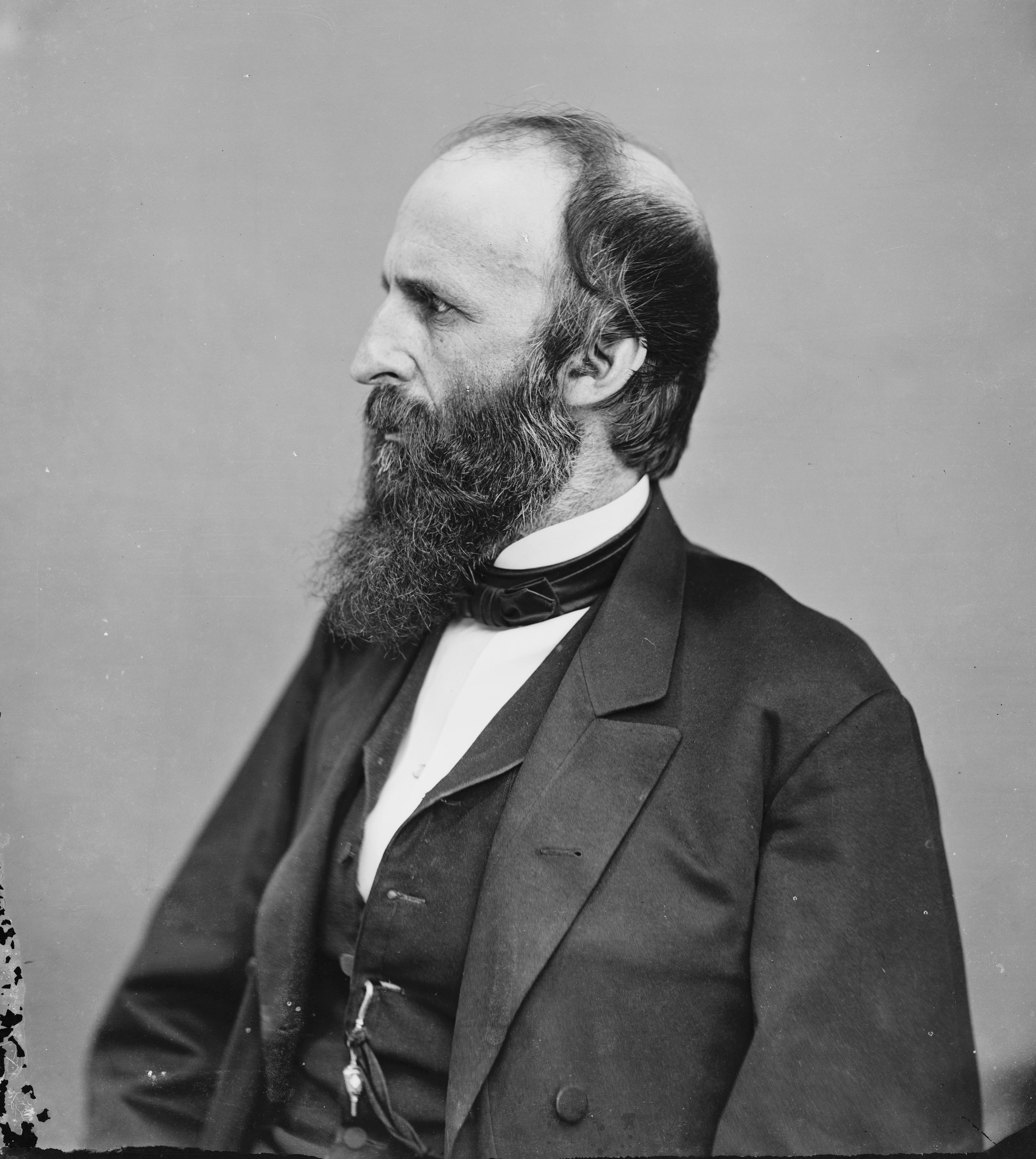
Représentant des États-Unis Edward Henry Rollins (en)

### Militaires
Le New Hampshire est particulièrement pris au dépourvu au début de la guerre en raison de l'abandon du système de milice dans l'État(p2).
À la suite de l'appel d'Abraham Lincoln, le gouverneur Goodwin nomme Mason Weare Tappan (en) à la tête du 1st New Hampshire Infantry, un régiment levé au camp Union pour trois mois. Les volontaires en excédent sont envoyés au camp Constitution pour former le 2nd New Hampshire Infantry. Cependant, alors que les hommes découvre que ce régiment a vocation à avoir une durée de trois ans, on leur offre le choix de s'enrôler pour neuf mois ou trois ans. Cinq cents d'entre-eux choisissent une durée de trois ans d'engagement (p22).
Luther C. Ladd (en), né à Birstol, est considéré comme le premier soldat tué lors d'un affrontement de la guerre au cours des émeutes de Baltimore,.
Au début de la guerre, les régiments de la milice du New Hampshire portent une veste à queue de pie bleue ou grise, un pantalon blanc avec une bande rouge, des boutons en laiton brillant et une grande casquette avec une plume. Ce type d'uniforme aussi en usage dans d'autres états crée une grande confusion lors des première batailles de la guerre de Sécession qui poussent les commandants des régiments à demander à leurs hommes de porter des brassard blancs ou d'une autre couleur pour les distinguer de l'ennemi(p11).
Parmi les unités les plus célèbres du New Hampshire se trouve le 5th New Hampshire Infantry, commandé par le colonel Edward Ephraim Cross (en). Appelé le « Fighting Fifth » dans les journaux, le régiment est considéré parmi les meilleurs de l'Union pendant la guerre (le major général Winfield Scott appelle le régiment « l'or raffiné » en 1863) et par les historiens par la suite. William F. Fox (en), vétéran et historien de la guerre de Sécession, a déterminé que ce régiment a eu le plus grand nombre de morts liés aux combats que tout autre régiment de l'Union. L'historien du XXe siècle, Bruce Catton, a déclaré que le 5th New Hampshire était « l'une des meilleures unités de combat de l'armée » et que Cross était « un commandant régimentaire exceptionnellement doué ».
Le poste critique d'adjudant général de l'État est occupé de 1861 à 1864 par le vieil homme politique Anthony C. Colby (1792-1873) et son fils Daniel E. Colby (1816-1891). Ils sont patriotes, mais sont submergés par la complexité de leurs fonctions. L'État n'a aucune trace des hommes qui se sont enrôlés après 1861 ; il n'y a aucun dossier personnel ou information sur les volontaires, les suppléants ou les conscrits. Il n'y a pas d'inventaire d'armes et de fournitures. Nathaniel Head (1828-1883) prend la relève en 1864, obtient un budget suffisant et du personnel de bureau, et reconstitue les documents manquants. En conséquence, les veuves, les orphelins et les anciens combattants handicapés reçoivent des pensons après-guerre
Le New Hampshire mobilise environ 35 000 hommes pour servir dans l'armée de l'Union dont environ 5 000 hommes meurent au combat et 5 000 autres meurent des suites de leurs blessures ou de maladie(p13). Au cours de la guerre de Sécession, le New Hampshire fournit 1 185 Afro-américains sur les 186 017 Afro-américains qui servent dans l'armée de l'Union(p69). Ce chiffre est à comparer aux 494 Afro-américains recensés au New Hampshire en 1860. L'État envoie tout au long du conflit 18 régiments d'infanterie, un régiment de cavalerie, un régiment d'artillerie lourde, 3 compagnies de sharpshooters (tireurs d'élite) et un escadron de cavalerie et une batterie d'artillerie légère(p13).

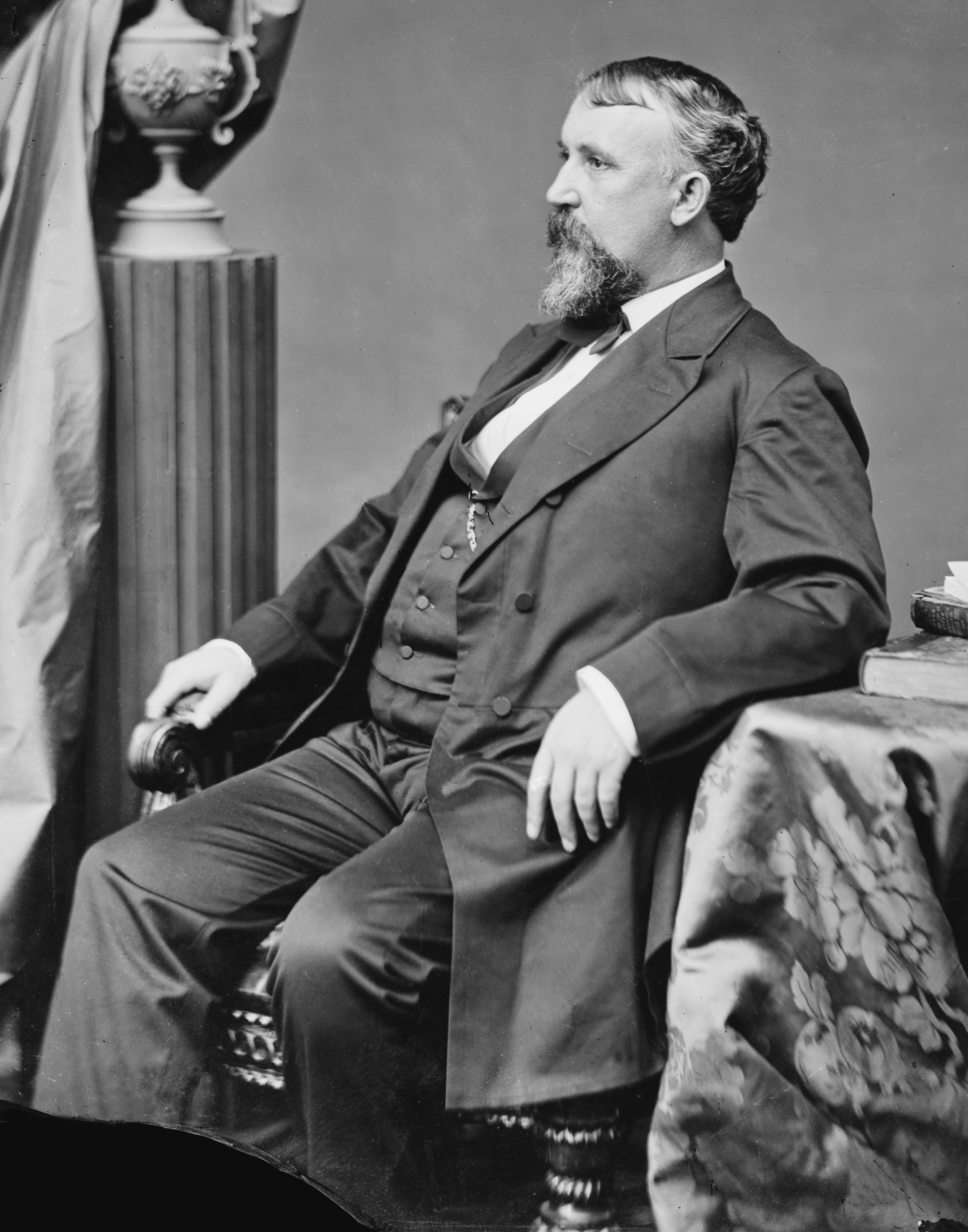
Joseph C. Abbott
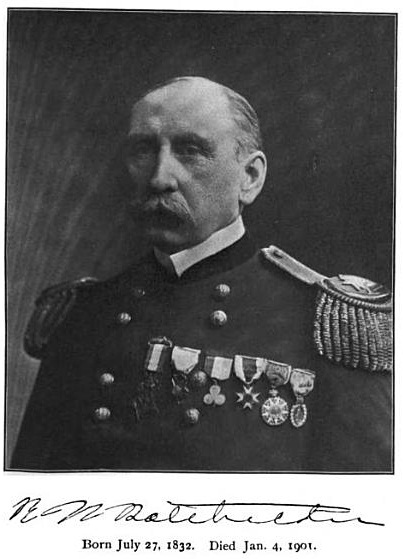
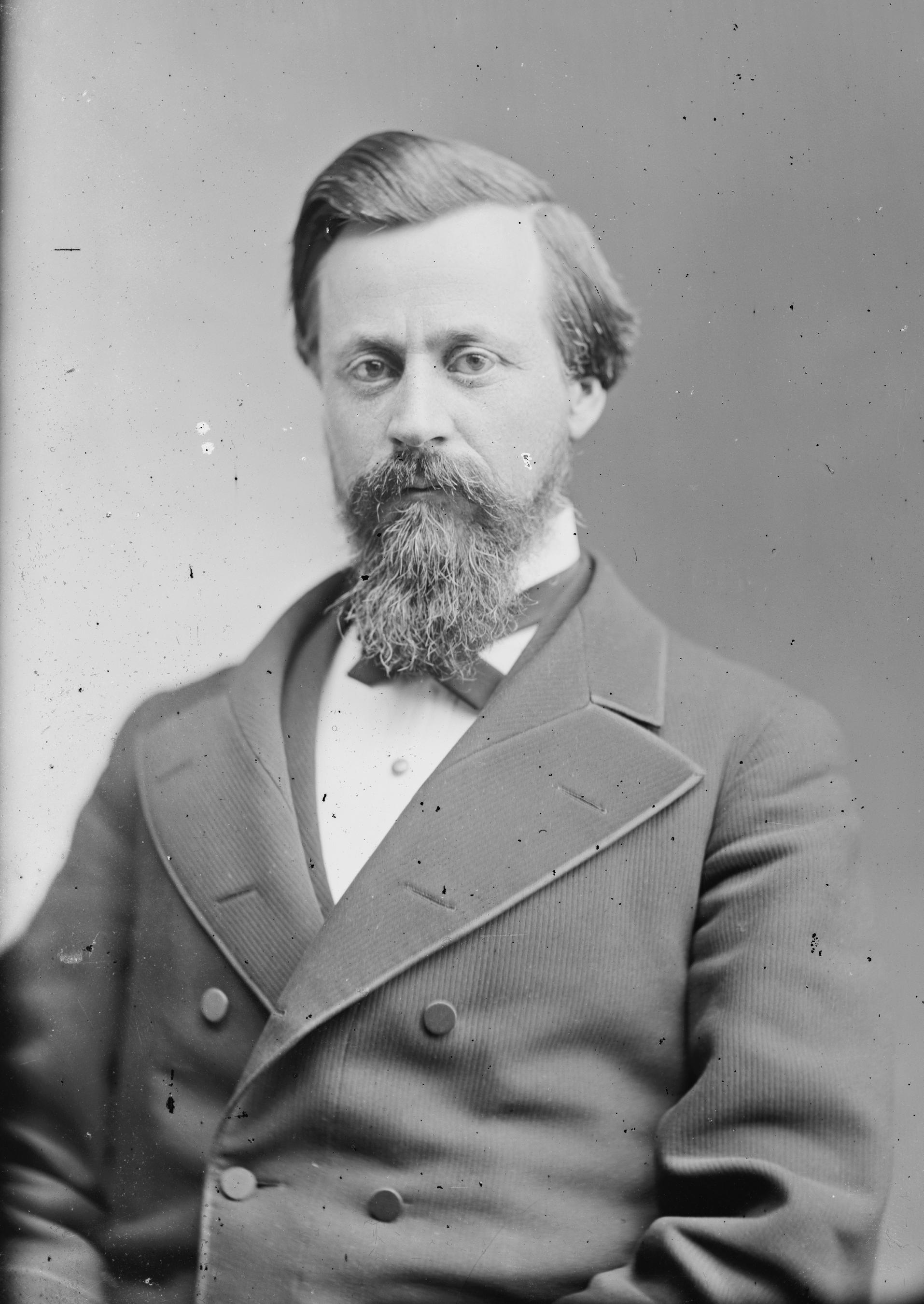
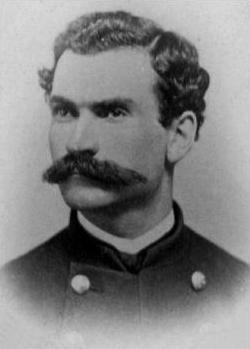
John Coughlin
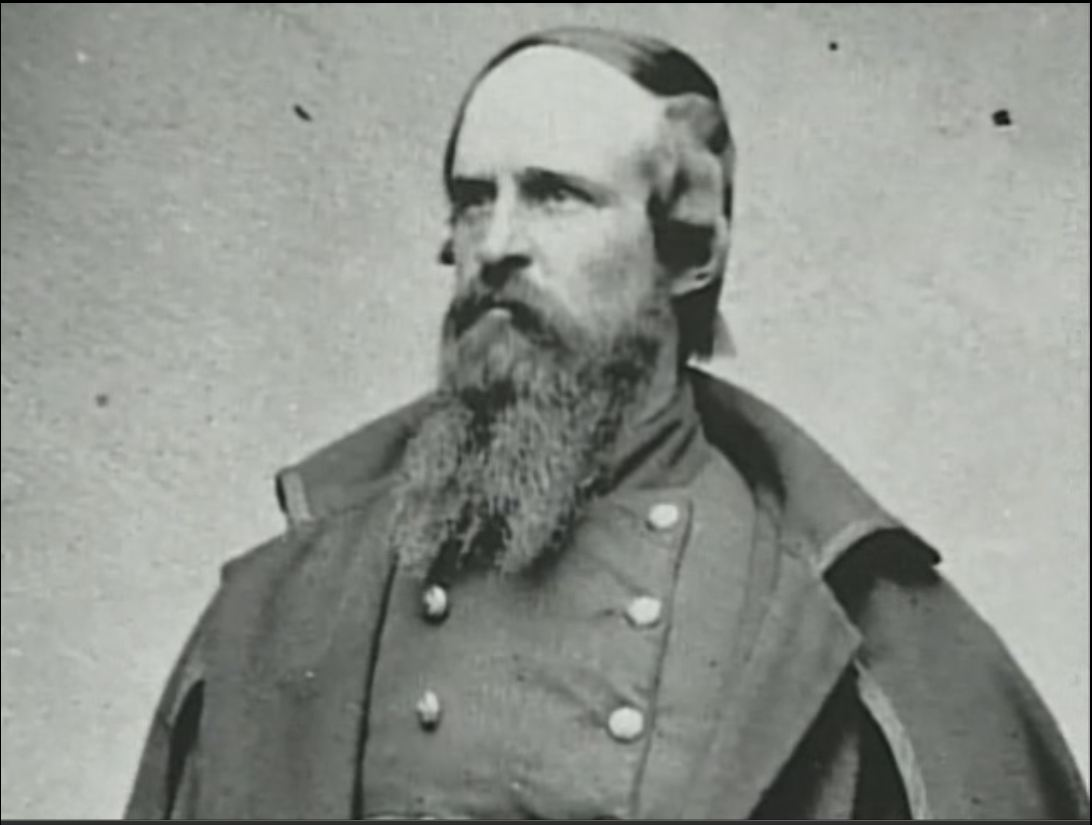
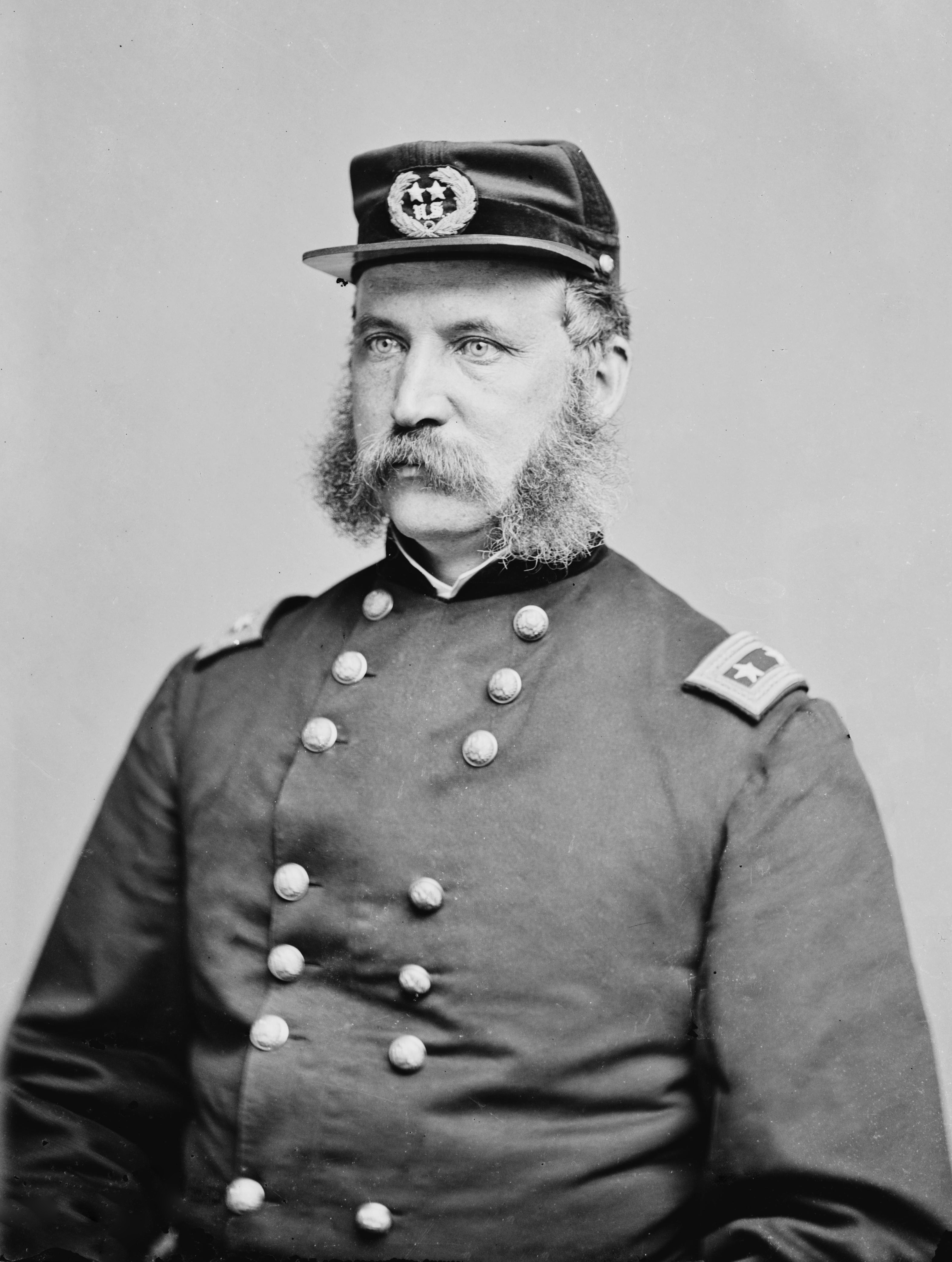
John Gray Foster
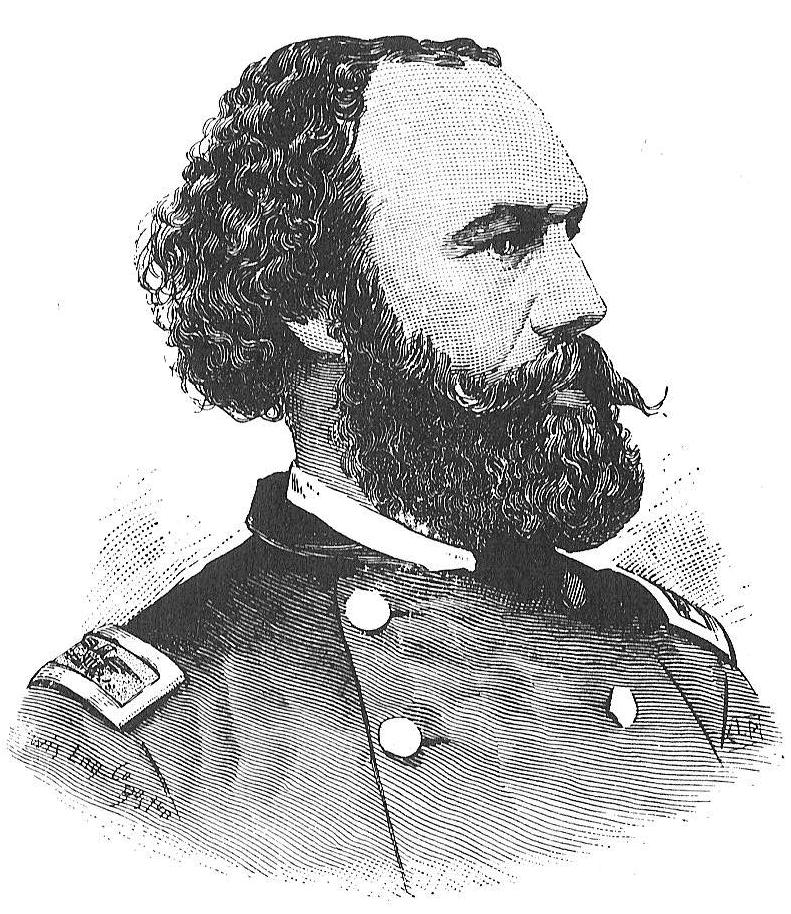
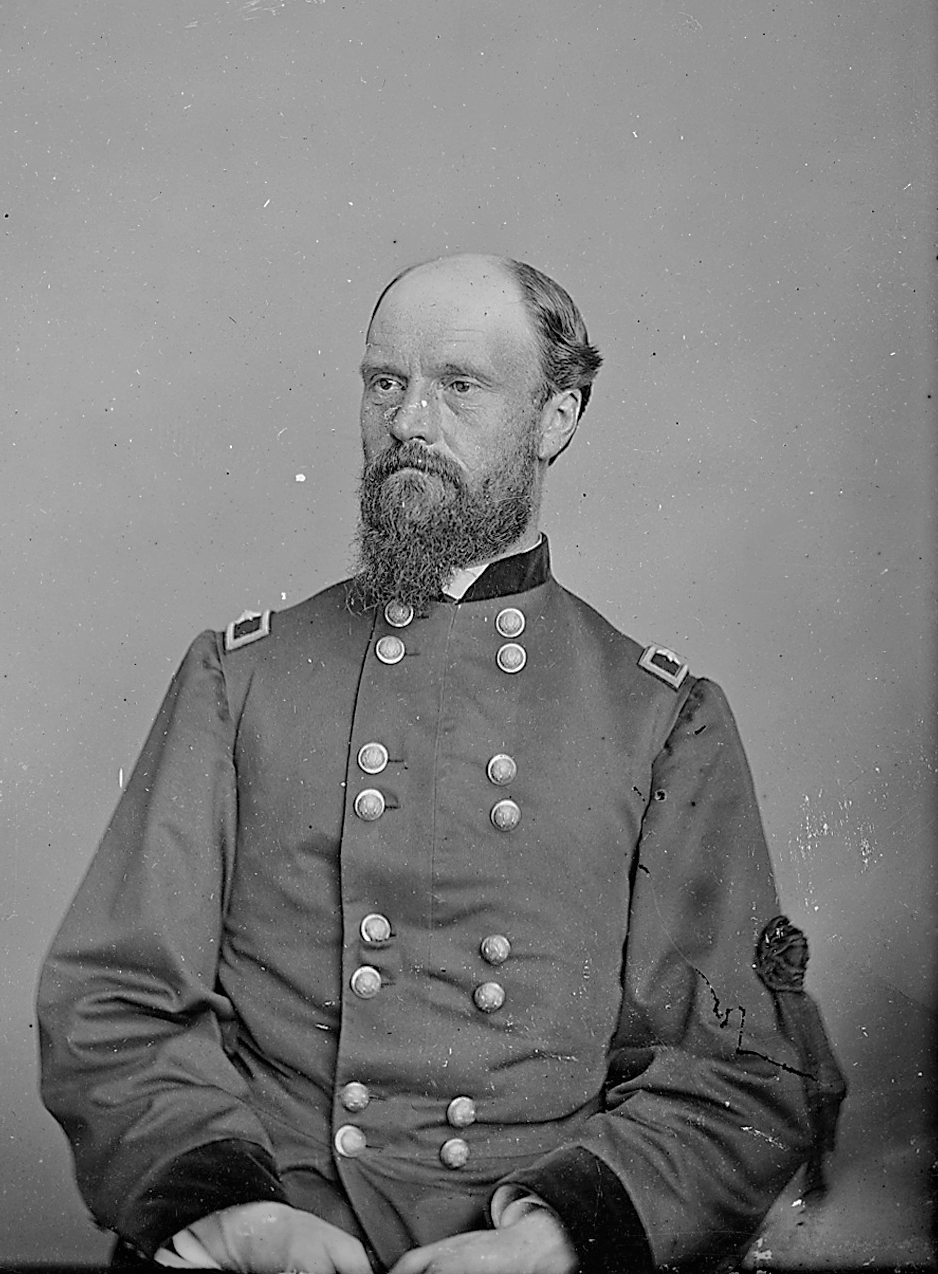
Simon Goodell Griffin
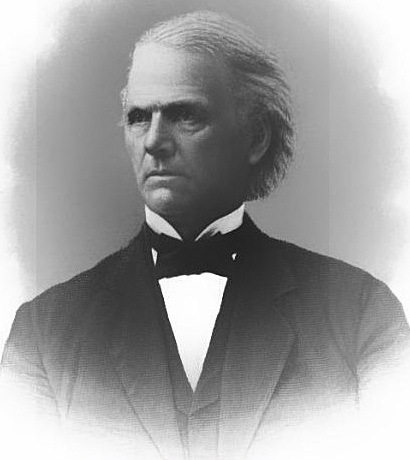
Walter Harriman
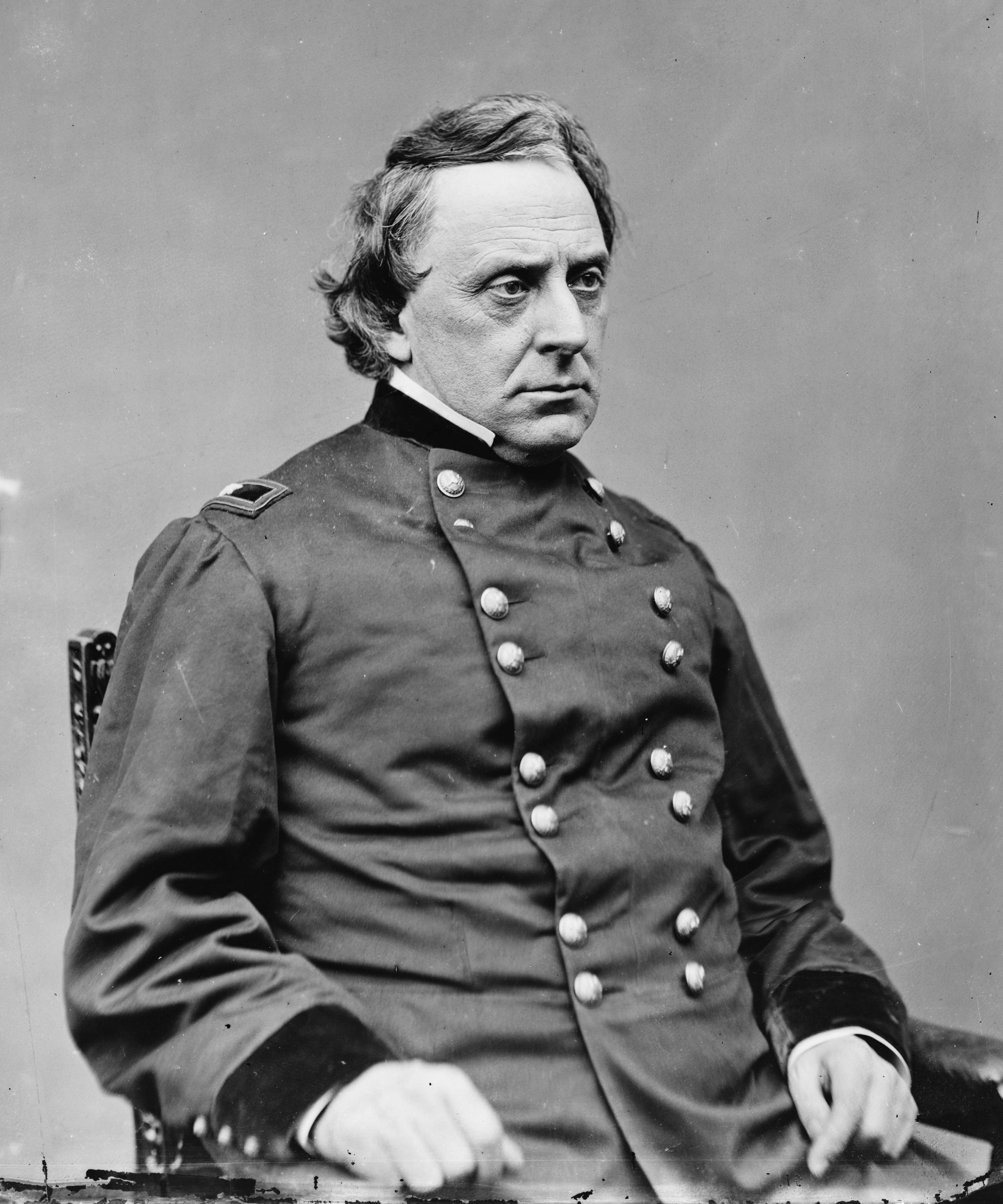
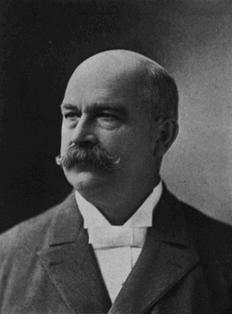
Francis Parker
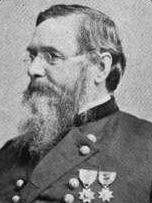
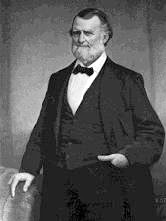
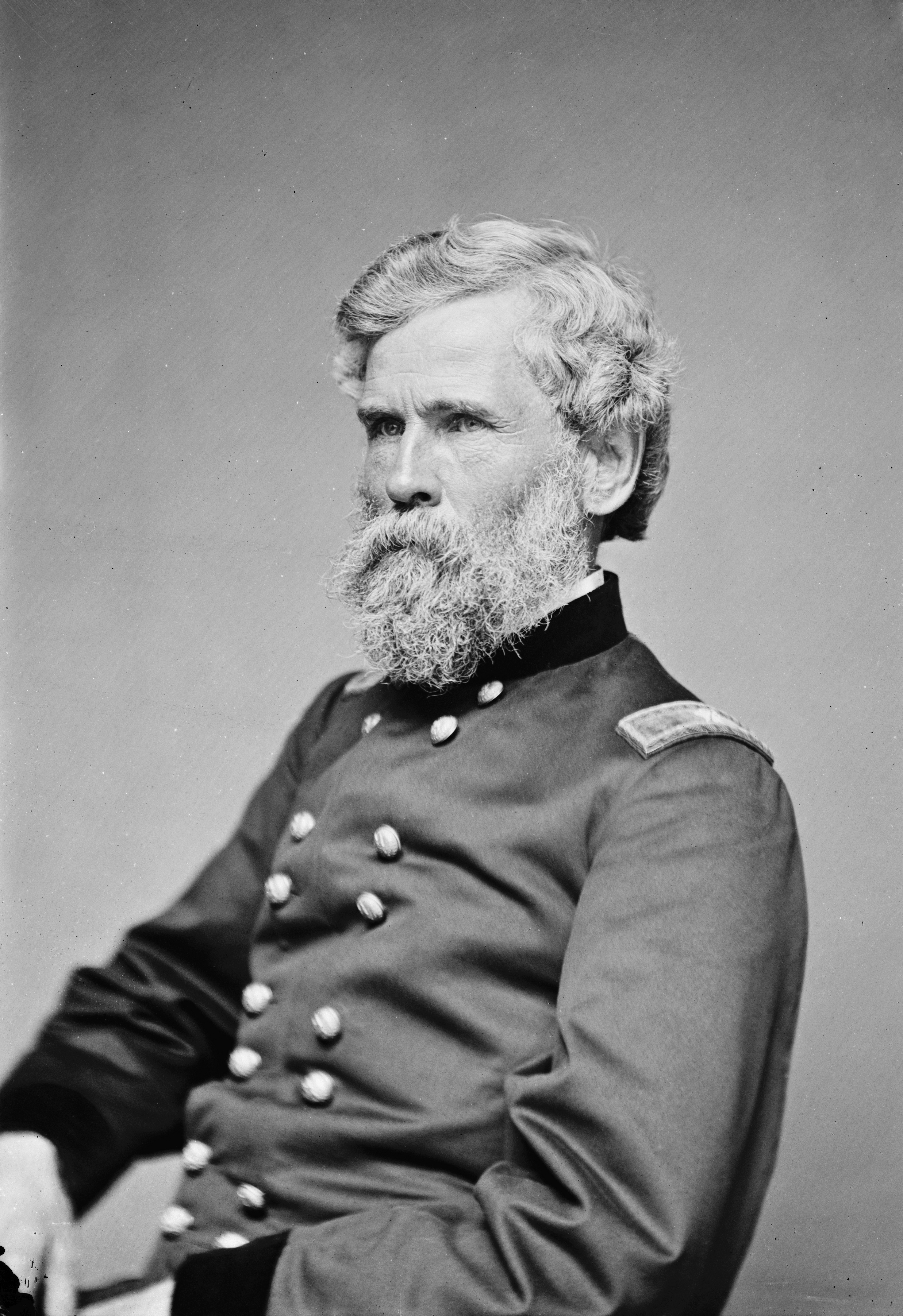
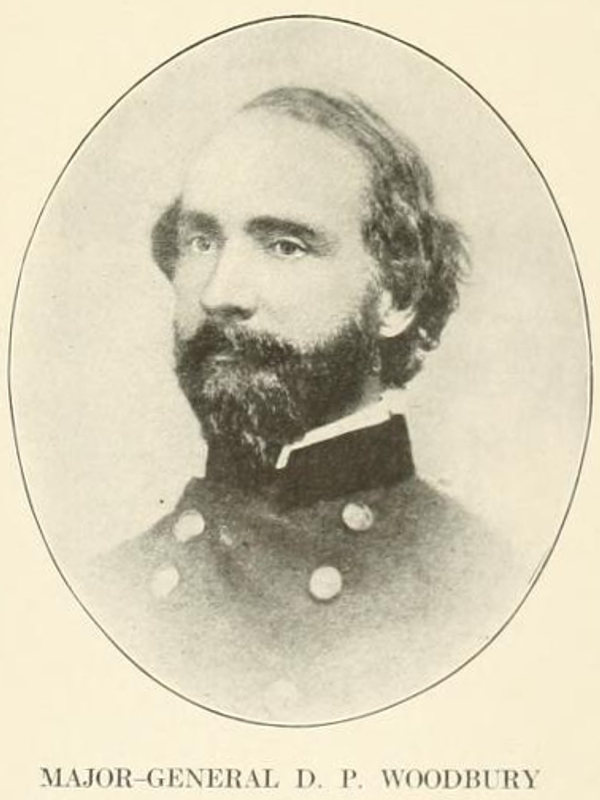

- Brigadier général
Joseph C. Abbott
- Brigadier général
Richard Napoleon Batchelder (en)
- Lieutenant colonel
Henry William Blair (en)
- Brigadier général
John Coughlin (en)
- Colonel
Edward Ephraim Cross (en)
- Major général
John Gray Foster
- Colonel
Jesse Augustus Gove (en)
- Brigadier général
Simon Goodell Griffin
- Brigadier général
Walter Harriman
- Brigadier général
Gilman Marston (en)
- Lieutenant colonel
Francis Parker
- Brigadier général
Joseph Haydn Potter (en)
- Brigadier général
Aaron Fletcher Stevens (en)
- Major général
Joseph Dana Webster (en)
- Major général
Daniel Phineas Woodbury (en)

### Civils
Sarah Josepha Hale, écrivaine qui publie en 1827 Northwood un roman qui exalte la vie dans le Nord.
Harriet Patience Dame (en) est une infirmière dont la réputation émerge lors de la bataille des Sept Jours où elle accompagne le 2nd New Hampshire. Elle soigne les blessés tout au long de la guerre. Elle est capturée deux fois au cours de la guerre par les confédérés à la bataille des sept jours et à la seconde bataille de Bull Run. Lors de la bataille de Malvern Hill alors qu'elle tombe sur un piquet, l'officier confédéré la renvoie finalement vers les lignes de l'Union. Lors de sa deuxième capture, elle est amenée devant Stonewall Jackson qui la renvoie immédiatement vers les lignes de l'Union en s'en prenant à ses hommes : « Ramenez cette dame vers les lignes nordistes. »(p11).

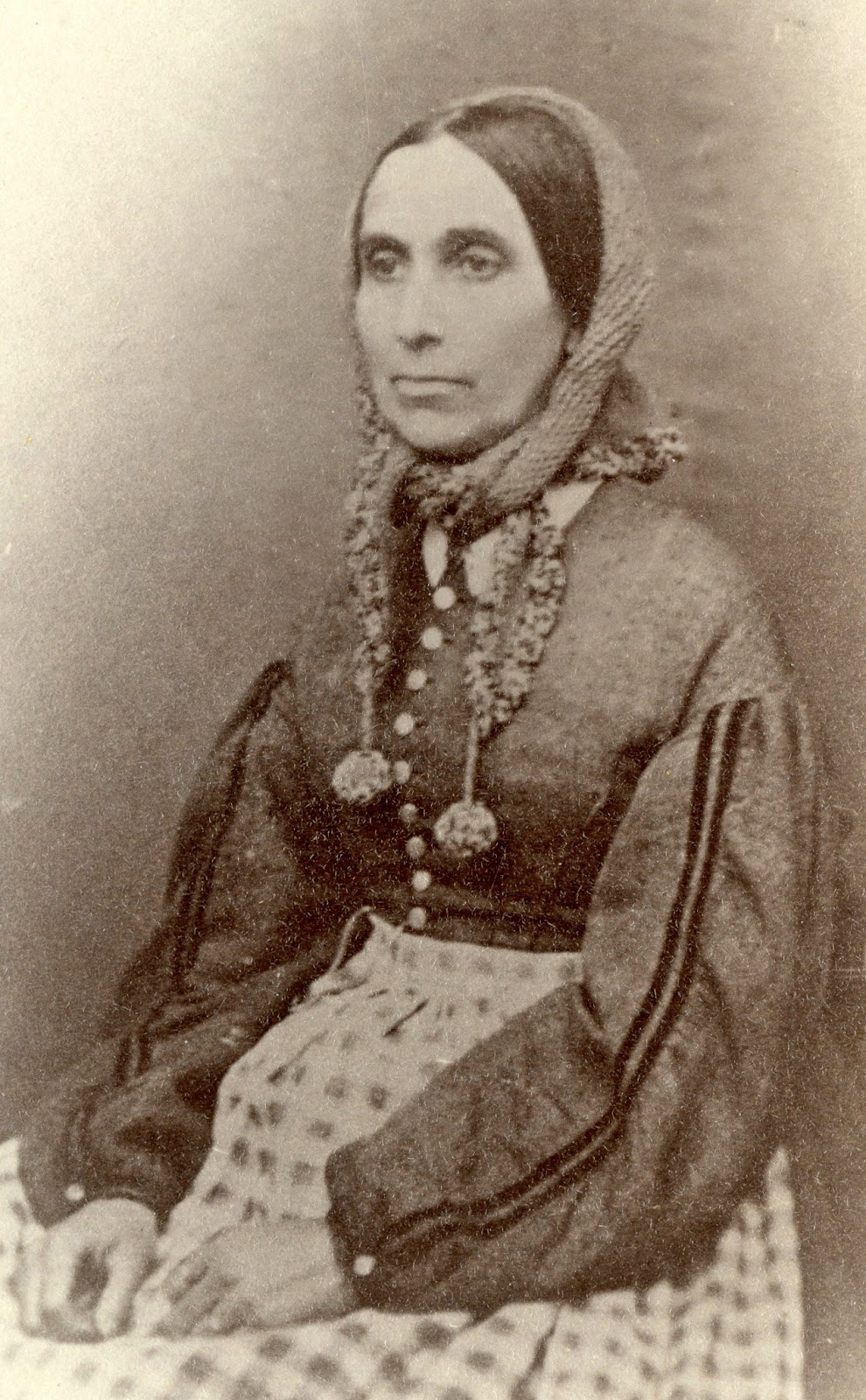
Infirmière Harriet Patience Dame (en)
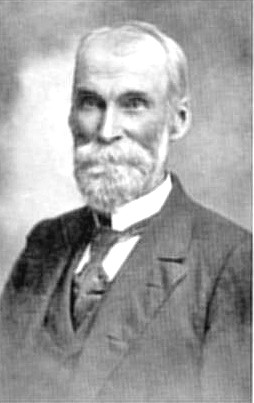
Musicien Walter Kittredge (en)